# Paul Witteman
Paulus Godefridus (Paul) Witteman (Bloemendaal, 14 oktober 1946) is een Nederlands journalist en televisiepresentator die voornamelijk bekend werd van tv-programma's van de VARA.

## Jeugd en opleiding
Paul Witteman groeide op in Overveen als zoon van KVP-politicus Piet Witteman (in 1947-'48 minister van Binnenlandse Zaken) en Johanna Cecilia Andriessen (een zuster van componist Hendrik Andriessen). Na de HBS ging Witteman aan het conservatorium studeren met als hoofdvak schoolmuziek en daarnaast als bijvak piano en fluit, maar hij stopte na een jaar omdat hij, naar eigen zeggen, "domweg niet goed genoeg" was. Ook met de studie politicologie die hij daarop volgde, stopte hij na een jaar.

## Carrière

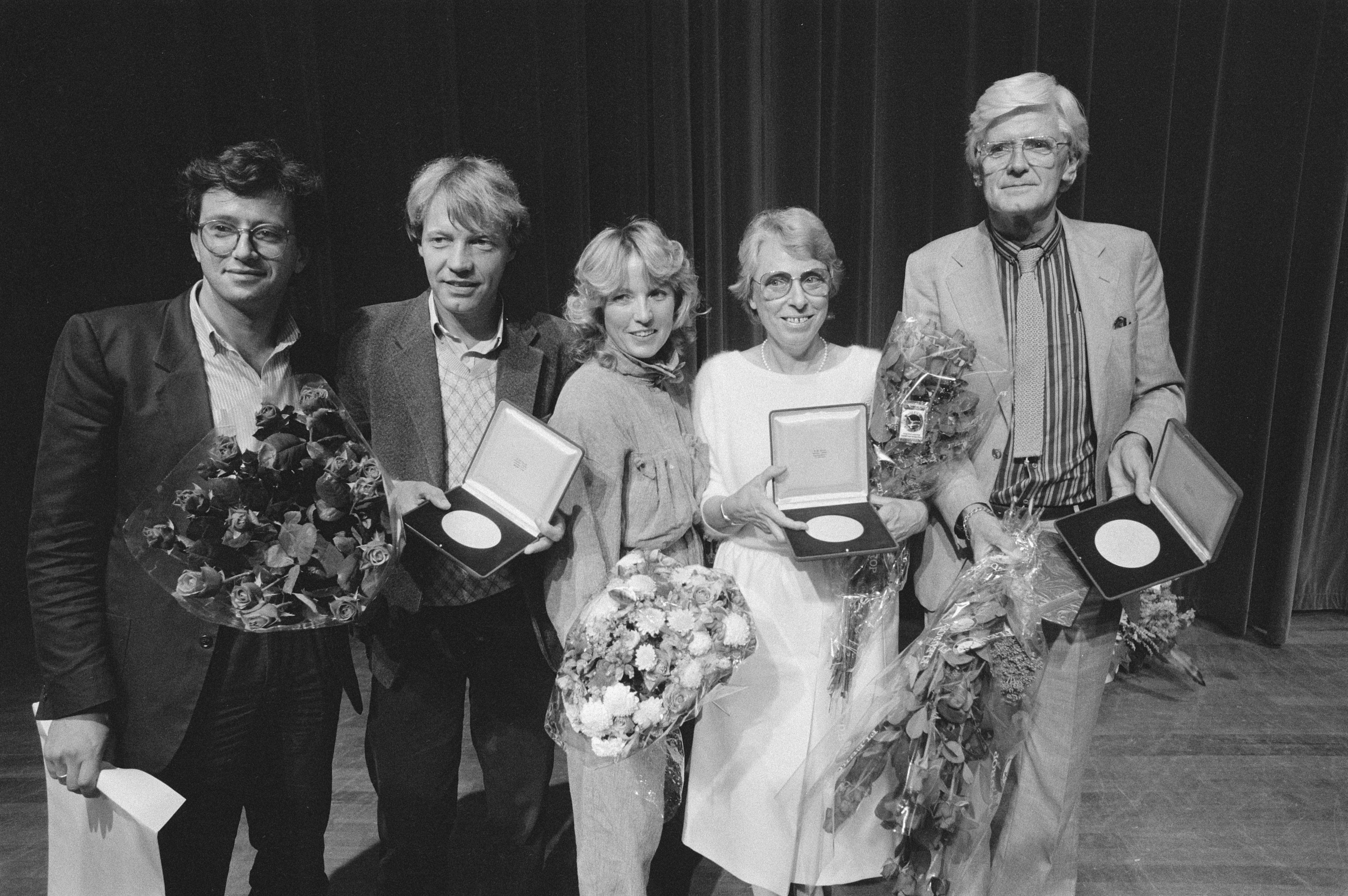
VARA-TV krijgt Nipkowschijf 1984; Ludi Boeken, Witteman (2e van links), Ria Bremer, Trees te Nuyl en Gabri de Wagt

Via het dagblad De Tijd en het weekblad Elsevier kwam Witteman bij de VARA-radio terecht. Hij was eindredacteur en verslaggever voor De stand van zaken, verslaggever voor Dingen van de dag en was medepresentator van In de Rooie Haan. In 1980 maakte hij zijn televisiedebuut in het programma Wat voor weer zou het zijn in Den Haag, maar het resultaat was onder de maat, zodat hij voorlopig terugkeerde naar de radio.
Sinds 1986 is Witteman toch, dankzij toenmalig directeur Marcel van Dam, een van de VARA-gezichten geworden, te beginnen met de actualiteitenrubriek Achter het Nieuws, later met NOS-Laat gefuseerd tot NOVA. In NOVA was hij, na enige onderbrekingen, voor het laatst te zien aan het einde van het seizoen 2005-2006, vooral in het vrijdagse praatprogramma NOVA Politiek.
Wittemans reputatie als een van Nederlands beste interviewers heeft hij ook te danken aan enkele andere programma's. Met name De ronde van Witteman, over mensen met persoonlijke problemen, maakte in de jaren negentig veel indruk. Ook presenteerde hij het dagelijkse praatprogramma B&W (Barend & Witteman), afgewisseld met Sonja Barend.
Enkele andere programma's die Witteman presenteert of presenteerde:
- Buitenhof (politiek praatprogramma, met wisselende presentatoren)
- De nabesprekingen met de leiders van de fracties van politieke partijen aan het einde van televisieverkiezingsavonden; legendarisch is het debat na de gemeenteraadsverkiezingen van 6 maart 2002.[4]
- Het Lagerhuis (debatprogramma, samen met Marcel van Dam, van januari 1997 tot 2005)
- Nieuwslicht (populair-wetenschappelijk programma, vanaf 2004)
- De Grootmeesters (tests van beste burgemeesters, advocaten, (plastisch) chirurgen e.d., 2005)
- Woestijnruiters (interviewprogramma met Jeroen Pauw in het seizoen 2005-2006) en de voortzetting daarvan:
- Pauw & Witteman (een late-avondprogramma samen met Jeroen Pauw op weekdagen om 23.00 uur op Nederland 1, van 2006 tot 2014)
- Pianistenuur (met ingang van 1 september 2012 op zaterdag van 17.00 tot 18.00 uur, een programma met klassieke muziek van de VARA op Radio 4)
- Witteman ontdekt (populair-wetenschappelijk programma waarvan twee reeksen zijn gemaakt: "Sleutelen aan de mens" en "Het geluk")
- Podium Witteman (klassieke muziek, televisieprogramma op zondag bij de NTR op NPO 2) vanaf 2015 tot aan 15 mei 2022, zijn laatste presentatie van het programma.

Witteman kreeg in 1983 de J.B. Broekszprijs (samen met Peter de Bie voor de reportage over de Zaak-Ineke Stinissen). Hij werd uitgeroepen tot Omroepman van het Jaar 1995. In 1998 won Witteman de Zilveren Nipkowschijf en in 2001 werd hij tijdens het gala rond de Gouden Televizier-Ring uitgeroepen tot beste mannelijke televisiepersoonlijkheid. Hij kreeg daarvoor de Zilveren Televizier-Ster. In mei 2022 werd hem de Ere Zilveren Nipkowschijf voor zijn hele oeuvre toegekend.
Witteman had jarenlang een wekelijkse column in de VARAgids. In de Volkskrant schreef hij wekelijks een column over klassieke muziek. Van deze columns zijn inmiddels drie boekjes uitgekomen. In 2006 schreef hij het Boekenweekessay Erfstukken, waarin hij op zoek gaat naar het geheim van muzikaliteit. In 2014 was hij juryvoorzitter voor de Libris Literatuur Prijs.
Op 24 mei 2014 werd een portret van Witteman uitgezonden in het programma TV Monument van Han Peekel. Op 13 juni 2022 zond BNNVARA onder de titel Witteman 75 een portret uit waarin vakgenoten over hem spraken.

## Privéleven
Paul Witteman heeft uit zijn eerste huwelijk een dochter en uit een tweede huwelijk twee zonen. Wijlen Ernst-Paul Hasselbach was Wittemans schoonzoon. De culinair journaliste en columniste Sylvia Witteman is de dochter van zijn broer Wim Witteman die enige tijd dirigent van het Ricciotti Ensemble was. Paul Witteman is lid van het comité van aanbeveling van het Helen Dowling Instituut te Utrecht, dat zorg draagt voor begeleiding bij mensen met kanker.